# Кредо (театър)
Театър „Кредо“ е основан от актьорите Нина Димитрова и Васил Василев-Зуека през 1992 година.
„Кредо“ няма собствена сцена, макар че в България най-често може да се види в Театър 199, където играе „Шинел“, своя спектакъл по Гогол, от вече 14 сезона насам.
Представленията на „Шинел“ наближават общо 500 и са изнасяни на 8 езика по цял свят.